# A 25.ª Hora
A 25.ª Hora (em francês:  La Vingt-cinquième Heure) é um filme ítalo-franco-iugoslavo de 1967, um drama de guerra dirigido por Henri Verneuil.

## Sinopse
Anthony Quinn faz o papel de um romeno católico que foi preso como judeu, cigano, revoltoso e até como um dos modelos perfeitos da genética ariana.

## Elenco
- Anthony Quinn
- Virna Lisi
- Serge Reggiani
- Grégoire Aslan
- Marcel Dalio
- Jacques Marin
- Françoise Rosay
- Paul Pavel
- Jacques Préboist
- Jean Desailly
- Michael Redgrave
- Albert Remy
- Janeiro Werich
- Jacques Marbeuf
- Robert Beatty
- John Le Mesurier
- Harold Goldbatt
- Alexander Knox